# Макмастер, Генри
Генри Дарган Макмастер (англ. Henry Dargan McMaster; род. 27 мая 1947) — американский политик, представляющий Республиканскую партию. 117-й и ныне действующий губернатор штата Южная Каролина.

## Биография
В 1969 году окончил университет Южной Каролины со степенью бакалавра по истории, а в 1973 году получил в школе права этого же университета степень доктора права (J.D.).
С 1969 по 1975 год числился в армейском резерве в корпусе военных юристов (JAG Corps).
Работал помощником в офисе сенатора США Строма Термонда, затем в 1974 году занялся адвокатской практикой в юридической фирме Tompkins and McMaster.
В 1981 году президент Рейган назначил Макмастера федеральным прокурором Южной Каролины, после чего тот оставался в этой должности до 1985 года.
С 1994 по 2001 год возглавлял в Южной Каролине отделение Республиканской партии.
С 2003 по 2011 год — генеральный прокурор Южной Каролины.
В 2014 году победил на вице-губернаторских выборах в Южной Каролине, которые тогда проводились отдельно от выборов губернатора, демократа Бакари Селлерса, получив 58,8 % голосов против 41,2 % у соперника.
24 января 2017 года, после утверждения Сенатом США губернатора Южной Каролины Никки Хейли в должности постоянного представителя США при ООН, Генри Макмастер приведён к присяге в качестве нового губернатора.
6 ноября 2018 года избран с результатом 54 % на полный губернаторский срок (соперником Макмастера был демократ Джеймс Смит).
На губернаторских выборах 2022 года победил кандидата от демократов Джо Каннингема.